# Přemek Ratibořský
Přemek Ratibořský (polsky Przemysław raciborski, Przemko, Przemysł) (narozen 1258/1268, † 7. května 1306) byl kníže ratibořský v letech 1282–1306.

## Život
Byl nejmladším, čtvrtým synem Vladislava I. Opolského a jeho manželky Eufemie Velkopolské (polsky Eufemia Odonicówna), dcery velkopolského knížete Vladislava Odonice († 1239).

## Vláda
Po smrti otce v roce 1281, nebo až v roce 1282 byl spoluvládce s bratrem Měškem I. Těšínským v části knížectví, kde byly hrady Těšín, Osvětim a Ratiboř. Kazimír a Boleslav I. pak získali Opolí a Bytom.
Koncem 80. let Přemek s bratry Měškem I. a Kazimírem, ale bez Boleslava I. podpořili vratislavského biskupa Tomáše II. Zaremby ve sporu s Jindřichem IV. Probusem. Tato podpora jim nepřinesla žádnou výhodu. V roce 1287 Jindřich IV. v odvetě oblehl a téměř zničil město Ratiboř.
V roce 1289 nebo 1290 si oba bratři (Přemek a Měšek) zemi rozdělili tak, že Přemek získal Ratibořsko a Měšek Těšínsko.
V roce 1291 on a jeho bratři – Boleslav I. a Měšek I. složili lenní hold českému králi Václavu II. Kazimír tento lenní hold složil již v roce 1289. Zda i Václav II. složil podobný slib knížatům, není doloženo, ale bylo to možné.
V roce 1299 udělil městu Ratiboři městská práva.V témže roce ohlásil záměr založení kláštera – Klášter dominikánek v Ratiboři.

## Manželství
Okolo roku se oženil s Annou Mazovskou († 1324), dcerou czerského knížete Konráda II. Mazovského. V manželství se jim narodily čtyři děti:
- Lešek Ratibořský – manželka Anežka Hlohovská
- Anna Ratibořská – manžel Mikuláš II. Opavský
- Eufemie Ratibořská – nikdy neprovdána
- Konstancie Vladislavská – nikdy neprovdána

## Smrt
Zemřel 7. května 1306. Byl pochován v klášteru sv. Jakuba v Ratiboři. Jeho nástupcem se stal jeho syn Lešek Ratibořský, který získal celé knížectví mimo Vladislavského panství, které připadlo jeho sestře Anně, ev. Konstancii.